# Pycnonotus atriceps
Pycnonotus atriceps е вид птица от семейство Pycnonotidae.

## Разпространение
Видът е разпространен в Бангладеш, Бруней, Виетнам, Индия, Индонезия, Камбоджа, Китай, Лаос, Малайзия, Мианмар, Сингапур, Тайланд и Филипините.